# Про це говорять лише з кроликами
«Про це говорять лише з кроликами» (швед. Om detta talar man endast med kaniner) — одна з найвідоміших книг шведської дитячої письменниці та ілюстраторки Анни Геглунд, опублікована 2013 року.

## Опис
У книзі «Про це говорять лише з кроликами» авторка досліджує думки і життя високочутливої дитини, яка зображена в образі кролика, але виховується в типовій людській родині. Арт-бук досконало поєднує колажі, фотографії та живопис і допомагає читачеві зрозуміти кролика: як це «бути іншими», але водночас тяжіти до більшої соціалізації.
Головний герой — тринадцятирічний кролик, народжений людьми і самотній в своїй інакшості. Він не відчуває себе потрібним суспільству, і всі намагання порозумітися з людьми нариваються на невдачу. Починає говорити, а слова застрягають в горлі, думки не належать йому, в дзеркалі — відображення іншого.
«Іноді, коли я з іншими, я почуваюся наче перевдягненим у когось іншого. У когось, хто очевидно схожий на мене, але сам я стою десь ізбоку.»
Мама намагається допомогти кролику і просить його бути менш чутливим. Але єдина людина, яка дійсно розуміє кролика — його дідусь, який насправді є таким самим кроликом. 
Людина — сама собі і ворог, і друг, підсумовує він.

## Нагороди
- Літературна премія Snöbollen;
- Переможець Nils Holgersson Plaque;
- Номінована на Augustpriset 2013.

## Відгуки
Юлія Юрчук: Чарівна книжка про підлітка, який має надто чутливу психіку. Що мене вразило, це глибина і мудрість розповіді, яка не веде до якихось змін, наче ось він став «нормальним», а навпаки — вчить приймати життя таким, яке воно є, але розуміюче і з емпатією приймати. Ця книжка потрібна не лише підліткам, а й дорослим, щоб зрозуміти, що діти бувають різними і це норма.

## Український переклад
- Про це говорять лише з кроликами / пер. зі швед. Юлії Юрчук. — Київ: Видавництво «Видавництво», 2017. — 54 с. — ISBN 978-966-97574-2-5